# Петровиці
Петровиці (пол. Pietrowice, нім. Peterwitz) — село в Польщі, у гміні Ґлубчиці Ґлубчицького повіту Опольського воєводства.
Населення — 179 осіб (2011).

## Демографія
Демографічна структура станом на 31 березня 2011 року:
|          | Загалом | Допрацездатний вік | Працездатний вік | Постпрацездатний вік |
| -------- | ------- | ------------------ | ---------------- | -------------------- |
| Чоловіки | 88      | 15                 | 62               | 11                   |
| Жінки    | 91      | 16                 | 46               | 29                   |
| Разом    | 179     | 31                 | 108              | 40                   |